# Літерний рейс
Літерний рейс — спеціальний рейс повітряного цивільного судна, що перевозить цінні вантажі або вельми іменитих персон (найчастіше — перших осіб держави). Зазвичай для позначення таких повітряних суден використовується літера «А».
При польоті літерний борт має найвищий пріоритет: рух інших рейсів (номерних) обмежується в зоні руху літерного. Розмір зони безпеки може варіюватися в залежності від важливості рейсу. Також для літерних рейсів недійсні обмеження, введені для звичайних рейсів.